# Elkere
Pour la localité éponyme, voir El Kere.
Pour l’article ayant un titre homophone, voir Sérères.
Elkere (aussi orthographié Elkare) ou Serer est un woreda du sud de l'Éthiopie situé dans la zone Afder de la région Somali. Ce district a 57 735 habitants en 2007. Il porte le nom de son centre administratif El Kere.
Situé dans le nord de la zone Afder, le district s'étend à l'est de la rivière Weyib qui le sépare de la zone Liben, il est de plus limitrophe de la région Oromia sur une courte distance au nord-ouest.
Son centre administratif, Elkere, ou El Kere, était au XXe siècle la capitale de l'awraja El Kere de la province du Balé.
| Rayitu       | Mirab Imi |        |
| Goro Bekeksa | Elkere    | Adadle |
| Cherti       | Afder     |        |

Le recensement national de 2007 fait état de 57 735 habitants dans le district dont 3 % de citadins qui sont les 1 777 habitants du centre administratif.
Presque tous les habitants sont musulmans.
En 2022, la population est estimée sur le même périmètre à 83 627 personnes avec une densité de population d'environ douze personnes par km2 et 7 275 km2 de superficie.